# 何鹿郡
何鹿郡为過去京都府轄下的郡，已於1956年9月30日因無管轄町村而废除。
在1879年日本實施郡區町村編制法時的轄區包括現在的綾部市全部地區和福知山市中部的一小部分地區。

## 歷史
在令制國時代屬於山城國；江戶時代西部區域屬綾部藩，東部大部分區域則分屬山家藩及幕府旗本藤掛氏的上林領，另有小部分區域屬於丹波柏原藩、園部藩、湯長谷藩、篠山藩、岡部藩。
1868年廢藩置縣後，旗本上林領被劃入久美濱縣，1871年廢藩置縣後，其他區域分別隸屬綾部縣、山家縣、柏原縣、園部縣、湯長谷縣、篠山縣、半原縣，但在同年內經過數次整併後，最終全數被併入京都府。
1879年實施郡區町村編制法時，正式的設置了近代的行政區劃「何鹿郡」，郡役所設於綾部（位於現在的綾部市）。

### 沿革

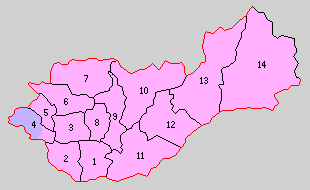
1889年何鹿郡轄下的行政區劃：
1.綾部町 2.中筋村 3.以久田村 4.佐賀村 5.小畑村 6.物部村 7.志賀鄉村 8.吉美村 9.西八田村 10.東八田村 11.山家村 12.口上林村 13.中上林村 14.奧上林村
（紫色：現屬福知山市、桃色：現屬綾部市）

- 1889年04月1日：實施町村制，何鹿郡下設綾部町（日语：綾部町）、中筋村（日语：中筋村 (京都府何鹿郡)）、吉美村（日语：吉美村）、西八田村（日语：西八田村）、東八田村（日语：東八田村）、山家村（日语：山家村 (京都府)）、口上林村（日语：口上林村）、以久田村、小畑村（日语：小畑村 (京都府)）、物部村（日语：物部村 (京都府)）、志賀鄉村（日语：志賀郷村）、中上林村（日语：中上林村）、奧上林村（日语：奥上林村）、佐賀村（日语：佐賀村 (京都府)）。（1町13村）
- 1899年07月1日：實施郡制（日语：郡制），設立郡參事會（日语：郡参事会）。
- 1923年04月1日：廢除郡會和郡參事會。
- 1926年07月1日：廢除郡役所，此後郡不再作為行政區劃，只作為地名的表示。
- 1949年07月1日：小畑村被併入以久田村，以久田村同時改名為豐里村（日语：豊里村 (京都府)）。（1町12村）
- 1950年08月1日：綾部町、中筋村、吉美村、山家村、西八田村、東八田村、口上林村合併為綾部市[2]，並脫離何鹿郡。（6村）
- 1955年04月10日：豐里村、物部村、志賀鄉村、中上林村、奧上林村被併入綾部市。[2]（1村）
- 1956年09月30日：佐賀村被廢除，東南部區域被併入綾部市，其餘區域被併入福知山市，同時何鹿郡因無管轄町村而被廢除。

### 變遷表
| 1889年4月1日 | 1889年 - 1926年 | 1926年 - 1944年 | 1945年 - 1954年           | 1945年 - 1954年           | 1955年 - 1988年            | 1989年 - 现在 | 现在   |
| ------------ | --------------- | --------------- | ------------------------- | ------------------------- | -------------------------- | ------------- | ------ |
| 綾部町       | 綾部町          | 綾部町          | 綾部町                    | 1950年8月1日 綾部市       | 1950年8月1日 綾部市        | 綾部市        | 綾部市 |
| 中筋村       |                 |                 |                           | 1950年8月1日 綾部市       | 1950年8月1日 綾部市        | 綾部市        | 綾部市 |
| 吉美村       |                 |                 |                           | 1950年8月1日 綾部市       | 1950年8月1日 綾部市        | 綾部市        | 綾部市 |
| 西八田村     |                 |                 |                           | 1950年8月1日 綾部市       | 1950年8月1日 綾部市        | 綾部市        | 綾部市 |
| 東八田村     |                 |                 |                           | 1950年8月1日 綾部市       | 1950年8月1日 綾部市        | 綾部市        | 綾部市 |
| 山家村       |                 |                 |                           | 1950年8月1日 綾部市       | 1950年8月1日 綾部市        | 綾部市        | 綾部市 |
| 口上林村     |                 |                 |                           | 1950年8月1日 綾部市       | 1950年8月1日 綾部市        | 綾部市        | 綾部市 |
| 以久田村     | 以久田村        | 以久田村        | 以久田村                  | 1949年7月1日 改名為豐里村 | 1955年4月10日 併入綾部市   | 綾部市        | 綾部市 |
| 小畑村       | 小畑村          | 小畑村          | 1949年7月1日 併入以久田村 | 1949年7月1日 改名為豐里村 | 1955年4月10日 併入綾部市   | 綾部市        | 綾部市 |
| 物部村       |                 |                 |                           |                           | 1955年4月10日 併入綾部市   | 綾部市        | 綾部市 |
| 志賀鄉村     |                 |                 |                           |                           | 1955年4月10日 併入綾部市   | 綾部市        | 綾部市 |
| 中上林村     |                 |                 |                           |                           | 1955年4月10日 併入綾部市   | 綾部市        | 綾部市 |
| 奧上林村     |                 |                 |                           |                           | 1955年4月10日 併入綾部市   | 綾部市        | 綾部市 |
| 佐賀村       | 佐賀村          | 佐賀村          | 佐賀村                    | 佐賀村                    | 1956年9月30日 併入綾部市   | 綾部市        | 綾部市 |
| 佐賀村       | 佐賀村          | 佐賀村          | 佐賀村                    | 佐賀村                    | 1956年9月30日 併入福知山市 |               |        |